# Trapeliopsis
Trapeliopsis är ett släkte av lavar. Enligt Catalogue of Life ingår Trapeliopsis i familjen Trapeliaceae, ordningen Baeomycetales, klassen Lecanoromycetes, divisionen sporsäcksvampar och riket svampar, men enligt Dyntaxa är tillhörigheten istället familjen Agyriaceae, ordningen Agyriales, klassen Lecanoromycetes, divisionen sporsäcksvampar och riket svampar.
|              | Lithographa |
|              | |
|              | Rimularia |
|              | |
|              | Placopsis |
|              | |
|              | Xylographa |
|              | |
| Trapeliopsis | \| \| Trapeliopsis aeneofusca \| \| \| \| \| \| Trapeliopsis flexuosa \| \| \| \| \| \| Trapeliopsis gelatinosa \| \| \| \| \| \| Trapeliopsis glaucolepidea \| \| \| \| \| \| Trapeliopsis granulosa \| \| \| \| \| \| Trapeliopsis percrenata \| \| \| \| \| \| Trapeliopsis pseudogranulosa \| \| \| \| \| \| Trapeliopsis viridescens \| \| \| \| \| \| Trapeliopsis wallrothii \| \| \| \| \| \| Trapeliopsis bisorediata \| \| \| \| \| \| Trapeliopsis steppica \| \| \| \| \| \| Trapeliopsis californica \| \| \| \| \| \| Trapeliopsis parilis \| \| \| \| |
|              | \| \| Trapeliopsis aeneofusca \| \| \| \| \| \| Trapeliopsis flexuosa \| \| \| \| \| \| Trapeliopsis gelatinosa \| \| \| \| \| \| Trapeliopsis glaucolepidea \| \| \| \| \| \| Trapeliopsis granulosa \| \| \| \| \| \| Trapeliopsis percrenata \| \| \| \| \| \| Trapeliopsis pseudogranulosa \| \| \| \| \| \| Trapeliopsis viridescens \| \| \| \| \| \| Trapeliopsis wallrothii \| \| \| \| \| \| Trapeliopsis bisorediata \| \| \| \| \| \| Trapeliopsis steppica \| \| \| \| \| \| Trapeliopsis californica \| \| \| \| \| \| Trapeliopsis parilis \| \| \| \| |
|              | Placynthiella |
|              | |
|              | Trapelia |
|              | |
|              | Sarea |
|              | |
|              | Ptychographa |
|              | |
|              | Amylora |
|              | |
|              | Trapeliopsis aeneofusca |
|              | |
|              | Trapeliopsis flexuosa |
|              | |
|              | Trapeliopsis gelatinosa |
|              | |
|              | Trapeliopsis glaucolepidea |
|              | |
|              | Trapeliopsis granulosa |
|              | |
|              | Trapeliopsis percrenata |
|              | |
|              | Trapeliopsis pseudogranulosa |
|              | |
|              | Trapeliopsis viridescens |
|              | |
|              | Trapeliopsis wallrothii |
|              | |
|              | Trapeliopsis bisorediata |
|              | |
|              | Trapeliopsis steppica |
|              | |
|              | Trapeliopsis californica |
|              | |
|              | Trapeliopsis parilis |
|              | |

|  | Trapeliopsis aeneofusca      |
|  |                              |
|  | Trapeliopsis flexuosa        |
|  |                              |
|  | Trapeliopsis gelatinosa      |
|  |                              |
|  | Trapeliopsis glaucolepidea   |
|  |                              |
|  | Trapeliopsis granulosa       |
|  |                              |
|  | Trapeliopsis percrenata      |
|  |                              |
|  | Trapeliopsis pseudogranulosa |
|  |                              |
|  | Trapeliopsis viridescens     |
|  |                              |
|  | Trapeliopsis wallrothii      |
|  |                              |
|  | Trapeliopsis bisorediata     |
|  |                              |
|  | Trapeliopsis steppica        |
|  |                              |
|  | Trapeliopsis californica     |
|  |                              |
|  | Trapeliopsis parilis         |
|  |                              |